# Progetto Venezuela
Progetto Venezuela è un partito politico venezuelano di orientamento cristiano-democratico e conservatore; si pone a destra del COPEI e aderisce all'Unione Democratica Internazionale.
È guidato da Henrique Salas Römer, candidato alle elezioni presidenziali del 1998, mentre suo figlio, Henrique Salas Feo, è stato governatore dello stato di Carabobo dal 2008 al 2012.
In occasione delle elezioni parlamentari del 2000 ha ottenuto 7 seggi all'Assemblea nazionale.
Ha boicottato le elezioni parlamentari del 2005, paventando brogli elettorali da parte dal presidente Hugo Chávez.